# Рагулово
Рагу́лово — деревня в Большеврудском сельском поселении Волосовского района Ленинградской области.

## История
На карте Ингерманландии А. И. Бергенгейма, составленной по шведским материалам 1676 года, она обозначена как деревня Ragulewaby.
На шведской «Генеральной карте провинции Ингерманландии» 1704 года — как деревня Raguleva.
Деревня Рагулово упоминается на карте Ингерманландии А. Ростовцева 1727 года.
Деревня Рагулово обозначена на карте Санкт-Петербургской губернии Я. Ф. Шмидта 1770 года.
Упоминается на карте Санкт-Петербургской губернии Ф. Ф. Шуберта 1834 года как деревня Рагулова.

РАГУЛОВО — деревня принадлежит действительному статскому советнику Энгелю, число жителей по ревизии: 30 м. п., 36 ж. п.; Кожевенный завод. (1838 год)

Согласно карте Ф. Ф. Шуберта в 1844 году деревня называлась Рагулова.

РАГУЛОВО — деревня наследников статского советника Энгеля, 10 вёрст почтовой, а остальное по просёлочной дороге, число дворов — 9, число душ — 28 м. п. (1856 год)

РАГУЛОВО — деревня, число жителей по X-ой ревизии 1857 года: 19 м. п., 26 ж. п., всего 45 чел.

РАГУЛОВО — деревня владельческая при реке Хревице, по правую сторону 1-й Самерской дороги, число дворов — 7, число жителей: 26 м. п., 31 ж. п. (1862 год)

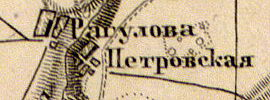
Деревня Рагулово на карте 1863 года

Согласно карте из «Исторического атласа Санкт-Петербургской Губернии» 1863 года на левом берегу реки Хревица находилась смежная деревня Петровская.
В 1867 и 1875 годах временнообязанные крестьяне деревни выкупили свои земельные наделы у А. И. Сахарова и А. Ф. Веймарн соответственно и стали собственниками земли.

РАГУЛОВО — деревня, по земской переписи 1882 года: семей — 11, в них 32 м. п., 36 ж. п., всего 68 чел.

Согласно материалам по статистике народного хозяйства Ямбургского уезда 1887 года имение при селении Рагулово площадью 72 десятины принадлежало местному крестьянину И. Е. Лисицыну, имение было приобретено в 1883 году за 2160 рублей.
По данным Первой переписи населения Российской империи 1897 года в Неревицком сельском обществе числилась деревня Рагулово — 7 дворов, 20 душ.

РАГУЛОВО — деревня, число хозяйств по земской переписи 1899 года — 9, число жителей: 28 м. п., 23 ж. п., всего 51 чел.;
 разряд крестьян: бывшие владельческие; народность: русская

В конце XIX — начале XX века деревня административно относилась к Яблоницкой волости 1-го стана Ямбургского уезда Санкт-Петербургской губернии.
Согласно данным переписи населения СССР 1926 года в объединённой деревне Петровское-Рагулово Беседского сельсовета Ястребинской волости Кингисеппского уезда проживали 135 человек, русские и эстонцы.

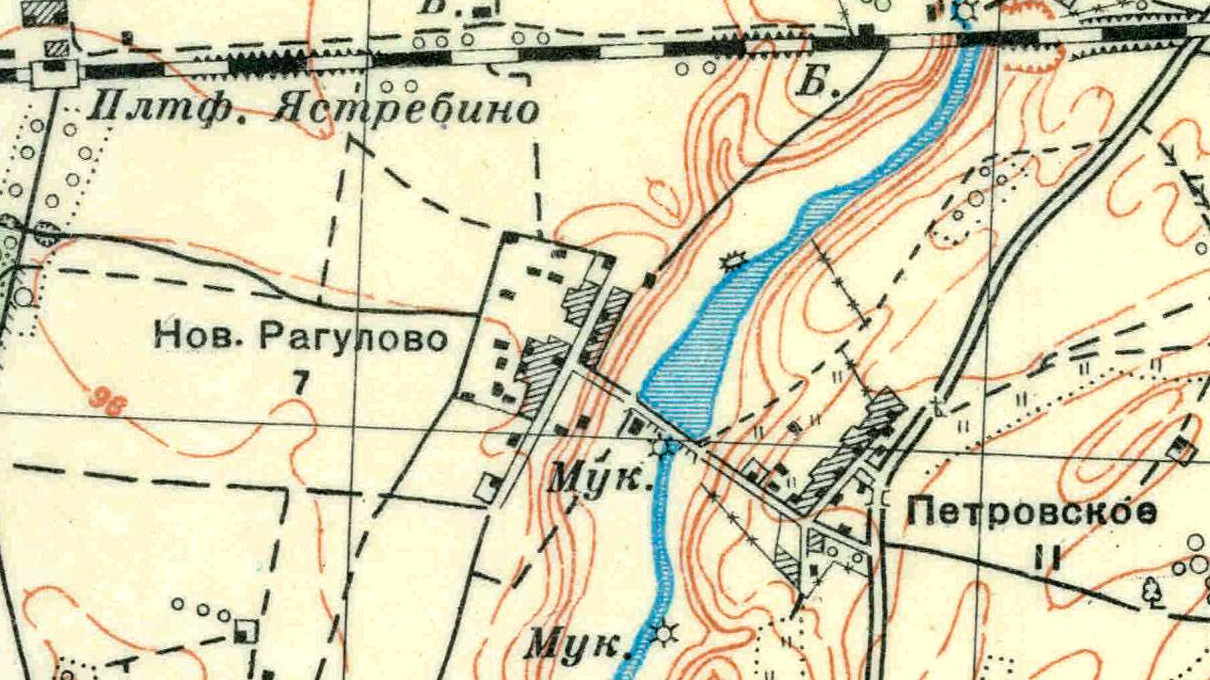
План деревни Рагулово. 1930 год

Согласно топографической карте 1930 года деревня называлась Новое Рагулово и насчитывала 7 дворов. На реке Хревица находились две водяных мукомольных мельницы, на противоположном берегу реки находилась деревня Петровское.
По данным 1933 года деревня Рагулово входила в состав Беседского сельсовета Волосовского района.
Согласно топографической карте 1938 года деревня называлась Рагулово и насчитывала 13 дворов. Согласно военно-топографической карте РККА 1940 года деревня также называлась Рагулово и насчитывала 13 дворов.
Деревня была освобождена от немецко-фашистских оккупантов 30 января 1944 года.
По данным 1966 и 1973 годов деревня Рагулово находилась в составе Каложицкого сельсовета.
По данным 1990 года деревня Рагулово входила в состав Беседского сельсовета.
В 1997 году в деревне Рагулово не было постоянного населения, деревня относилась к Беседской волости, в 2002 году проживали 6 человек (русские — 66 %), в 2007 году — 8 человек.
В мае 2019 года деревня вошла в состав Большеврудского сельского поселения.

## География
Деревня находится в западной части района к северу от автодороги 41А-186 (Толмачёво — автодорога «Нарва»).
Расстояние до административного центра поселения — 4,3 км.
Расстояние до ближайшей железнодорожной платформы Ястребино — 1 км.
Через деревню протекает река Хревица.

## Демография
| 1862 | 2002 | 2007 | 2010 | 2017 |
| ---- | ---- | ---- | ---- | ---- |
| 57   | ↘6   | ↗8   | ↗12  | ↘11  |

### Национальный состав
Согласно данным Всероссийской переписи населения 2021 года в деревне проживали 14 человек, из них:
 русские — 12, армяне — 2 человека.